# Freibad Penig
Das Freibad Penig ist ein Freibad in Penig. Es befindet sich direkt neben dem Ufer der Zwickauer Mulde und wird auf der Süd- und Westseite von der Zinnberger Straße begrenzt.

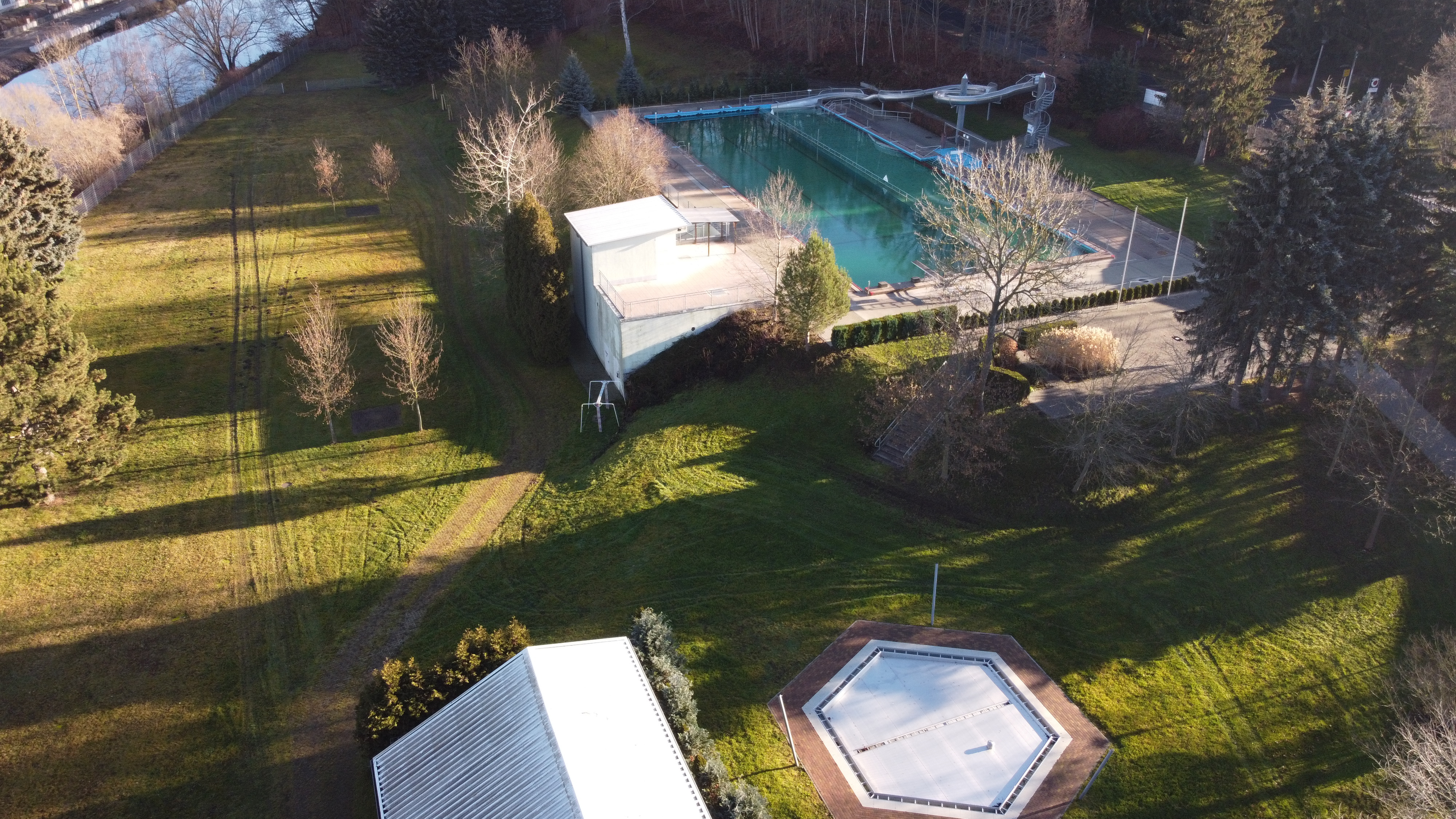
Luftbild

## Geschichte
Bereits seit 1874 existierte eine in die Zwickauer Mulde eingesetzte Badeanstalt in Penig. Sie bestand aus drei Abschnitten, die mit Eisentonnen markiert waren. Durch ein Hochwasserereignis am 10. Juli 1886 wurde das Bad zerstört. Mit zunehmender Verschmutzung des Flusses wurde durch die Stadtverwaltung der Bau eines Freibades angeregt. Dazu erwarb die Stadt Penig 1928 ein Grundstück an der Zwickauer Mulde. Der Baubeginn war am 10. April 1929. Mit dem Bau wurden 2500 Kubikmeter Erdmassen ausgehoben. Die Eröffnung fand am 4. August 1929 statt. Zum damaligen Zeitpunkt war bereits ein 50 m Becken mit einer Breite von 13 m vorhanden. Weiterhin gab es einen 10 m hohen Sprungturm mit Sprungbrettern in 3 und 5 m Höhe sowie Sprungplattformen in 5 und 10 m Höhe. Weiterhin war das Bad mit 20 Umkleidezellen ausgestattet.
Im Sommer 1945 war das Bad für einige Zeit gesperrt, da die amerikanischen Besatzungssoldaten ungestört baden wollten.
Im Jahr 1953 fanden im Freibad Penig die sächsischen Meisterschaften der Schwimmer und der Kunst- und Turmspringer statt.
1971 wurde eine neue Wasseraufbereitungsanlage errichtet.
Im Rahmen der 750-Jahr-Feier 1977 in Penig wurde das Bad für Veranstaltungen genutzt. Es wurde u. a. eine Freilichtbühne mit etwa 1200 Sitzplätzen aufgebaut, die auch nach der Feier weiter für Sommerfilmfeste und Konzerte genutzt wurde. So gaben am 9. Juli 1983 die Puhdys und am 25. Mai 1984 Karat jeweils ein Konzert im Freibad.
1978 wurde aus Sicherheitsgründen der Sprungturm abgebaut. Nach Messungen hatte sich ergeben, dass die Sprunggrube zu kurz war.

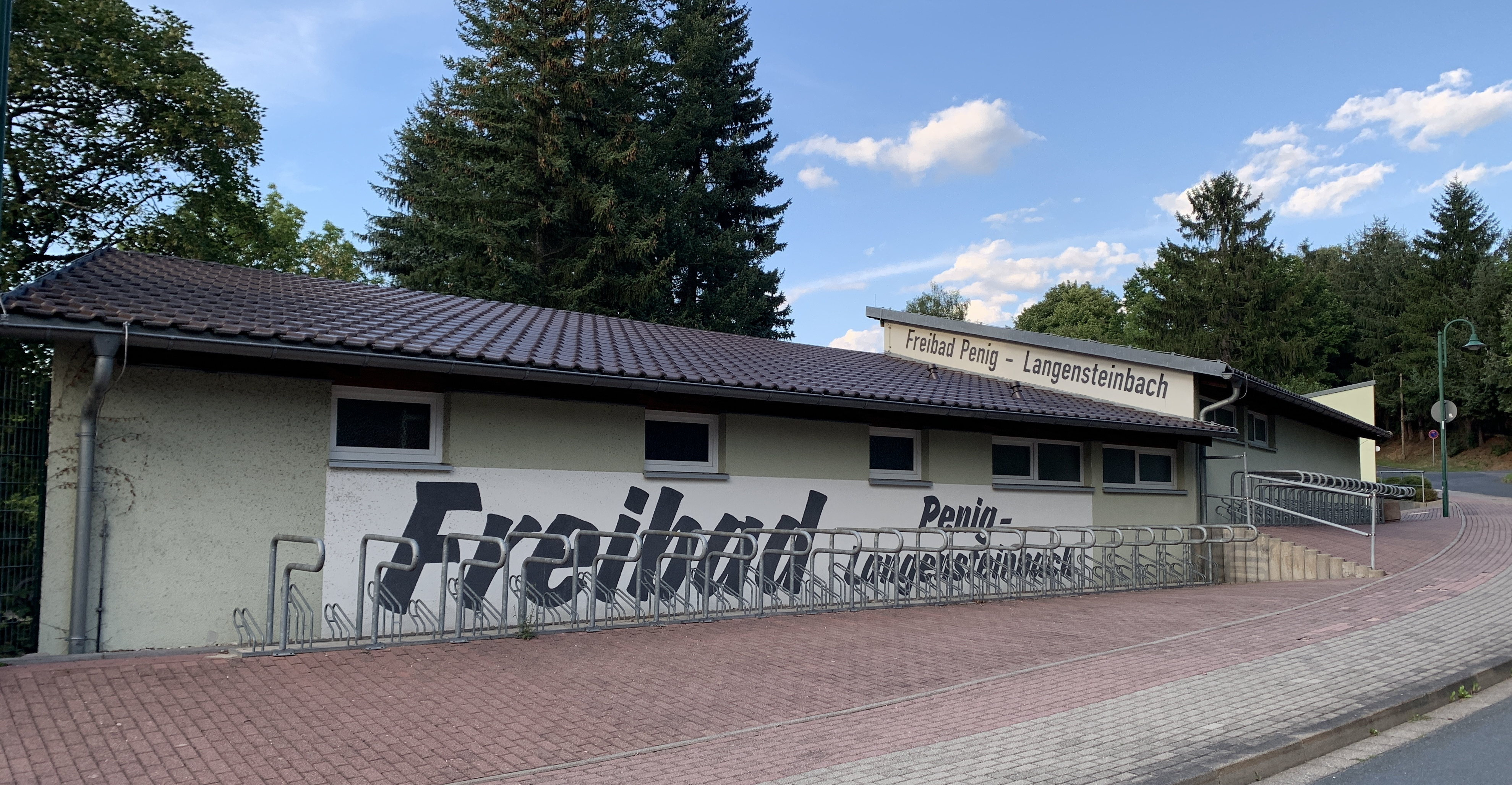
Außenansicht von der Zinnberger Straße

Nach der Wende wurde in der Politik die Schließung des defizitären Badebetriebs diskutiert. In den umliegenden Gemeinden wurden aus Kostengründen einige Bäder geschlossen. Der Stadtrat Penig und die Stadtverwaltung hielten jedoch am Betrieb des Bades fest. Zum Erhalt des Bades wurde 1998 gemeinsam mit der Gemeindeverwaltung Langensteinbach der Zweckverband „Freibad der Region Penig – Langensteinbach“ gegründet.
Im Jahr 1999 wurden für rund eine Million D-Mark neue Umkleide und Sanitärräume geschaffen. Die Investitionen setzten sich im Jahr 2000 fort. Es wurden für etwa 1,5 Millionen D-Mark ein neues Kassen-Gebäude mit Kiosk, ein Sanitärtrakt mit 15 neue Umkleidekabinen, 80 Schließfächern, Toiletten und Duschen errichtet. Weiterhin wurden ein neuer Technikraum und zwei Gemeinschaftsräume für eine individuelle Nutzung geschaffen. Gegenüber dem Eingang des Bades befindet sich ein Parkplatz, auf dem das kostenfreie parken für Besucher des Freibades und Touristen des Muldentales möglich ist.
Nach dem Hochwasserereignis von 2002 waren erhebliche Umbauarbeiten zur Behebung der entstandenen Schäden notwendig. Nach deren Behebung wurde das Bad am 11. Juli 2003 wieder eröffnet.
Das Bad verfügt 2019 über ein 50 m Becken mit einer Breite von 20 m, ein einzelnes Kleinkindbecken, einen Sprungturm mit einem 1-Meter und einem 3-Meter Brett sowie einer 50 m langen Großwasserrutsche. Des Weiteren gibt es eine Liegewiese, einen Kinderspielplatz und einen Volleyballplatz.
Betreiber des Bades ist seit 2016 die ABS Burgstädt/Sachsen Verwaltungs GmbH, welche auch das Sportzentrum am Taurastein in Burgstädt betreut. Der Badebetrieb wird durch die Stadtverwaltung Penig im Jahr 2019 mit 169.000 Euro bezuschusst. Im Jahr 2018 kamen 25.267 Besucher in das Bad.

## Regelmäßige Veranstaltungen
- Peniger Stundenschwimmen
- Schlauchbootrennen der Feuerwehr Penig